# توكيو هوتيل
توكيو هوتيل أو طوكيو هوتيل هي فرقة ألمانية تأسست في ماغدبورغ، ألمانيا في عام 2001 بواسطة المغني بيل كوليتز، عازف الجيتار توم كوليتز، الطبال غوستاف شافير، وعازف القيثارة جورج ليستينج. سجل الرباعي أربع أغاني فردية رقم واحد وأصدروا ثلاثة ألبومات رقم واحد في بلدهم الأصلي، وباعوا ما يقرب من 5 ملايين اسطوانة مدمجة ودي في دي.
بعد تسجيل على قرص مدمج تجريبي باسم (بالألمانية: Devilish) وبعد أن تم إنهاء عقدهم مع سوني بي إم جي، أصدرت الفرقة أول ألبوم باللغة الألمانية، (بالألمانية: Schrei)، كطوكيو هوتيل على تسجيلات أيلاند في عام 2005. باع (بالألمانية: Schrei) أكثر من نصف مليون نسخة في جميع أنحاء العالم  ولد خمسة الفردي الاربعة الأولى في كل من ألمانيا والنمسا. في عام 2007، أصدرت الفرقة عن ألبومهم الألماني الثاني غرفة 483 وألبومهم الإنجليزي الأول الصراخ ومبيعات الألبوم إلى أكثر من مليون نسخة في جميع أنحاء العالم وساعدت على فوز الفرقة بجائزة إم تي في أوروبا لأول مرة أفضل عرض موسيقى. في السابق، غرفة 483، ثلاثة الخمسة الأوائل الفردي في ألمانيا في حين أن الأخيرة، الصراخ، ولدت اثنين الفردي التي وصلت إلى قمة العشرين في مناطق جديدة مثل البرتغال، وإسبانيا، وإيطاليا في سبتمبر 2008، فازوا في الولايات المتحدة لأول مرة بجائزة إم تي في لأفضل فنان جديد. في أكتوبر 2008، فازوا بأربع جوائز من بينهم أفضل فنان الدولي وأغنية العام في لوس بريميوس تي لاتينوميركا الذي عقد في المكسيك. أصبحت توكيو هوتيل أول فرقة ألمانية تفوز بجوائز إم تي في، وأيضا بجوائز إم تي في أمريكا اللاتينية. كما أنها التقطت الجائزة المتصدر عناوين في إم تي في أوروبا جوائز الموسيقى 2008 الذي سيقام في ليفربول في 6 نوفمبر 2008، وجائزة لأفضل فريق في 5 نوفمبر عام 2009 على جائزة موسيقى إم تي في أوروبا الذي عقد في برلين، وفاز بجائزة لأفضل أداء في العالم في المرحلة 7 نوفمبر 2010 في حفل توزيع جوائز إم تي في أوروبا الموسيقى في مدريد.

## التاريخ

### التأسيس

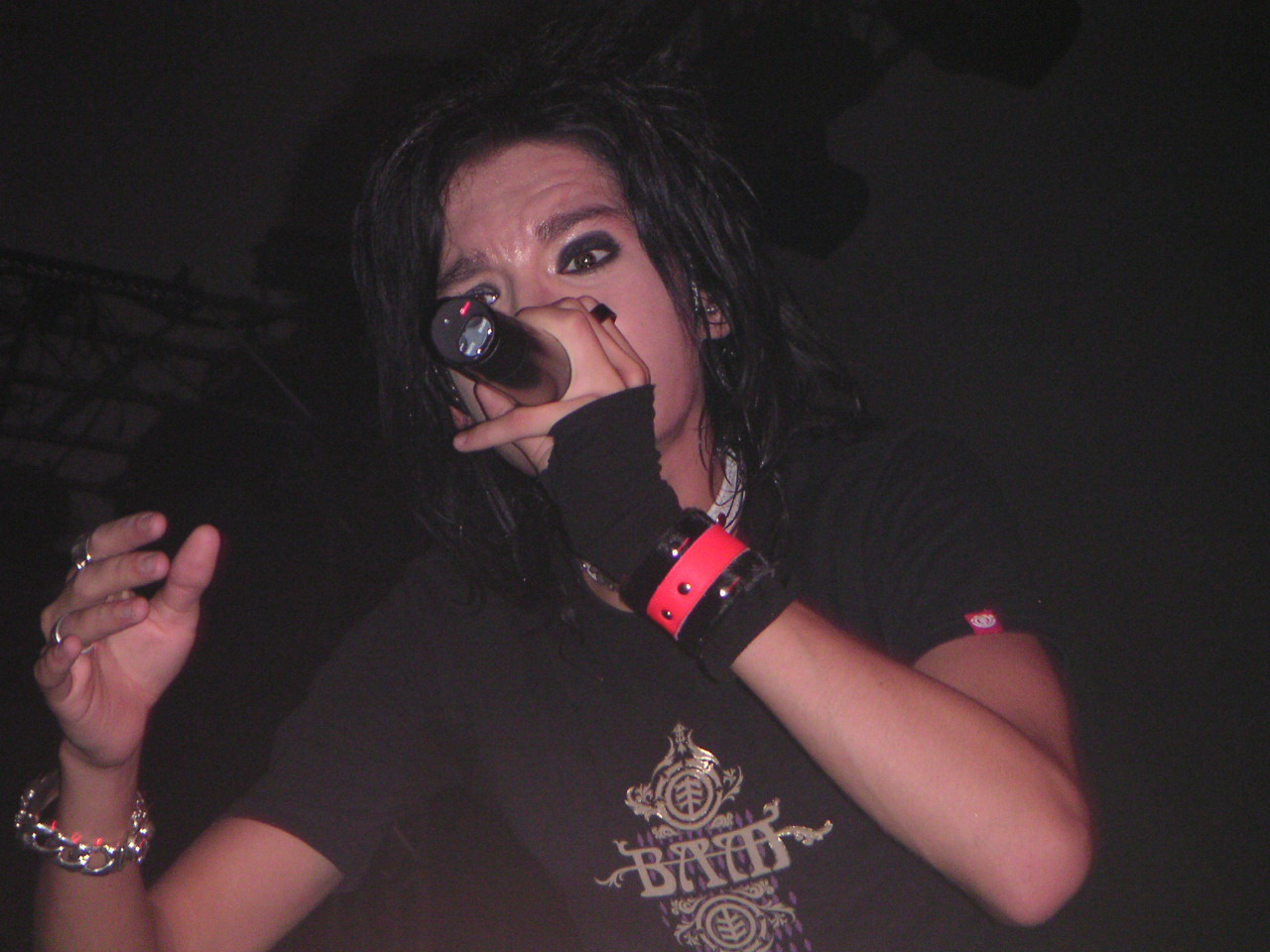
(بيل كوليتز) يغني

أسس طوكيو هوتيل المنشد بيل كوليتز وعازف الجيتار توم كوليتز، وهم توأمان متطابقان، والطبال غوستاف شافير والبأس غيورغ اظهر عازف الجيتار. اجتمع الأربعة في عام 2001 بعد أن تبين نعيش في النادي ماغدبورغ، حيث حورج وشافير، الذين يعرفون بعضهم بعضا من مدرسة الموسيقى وأشاهد من قبل الجمهور في حين بيل وتوم كوليتز لعبت على خشبة المسرح. تحت اسم شيطاني، والفرقة سرعان ما بدأ في اللعب ويظهر المواهب وحفلات موسيقية صغيرة. بعد بيل كوليتز مشاركة في الطفل ستار البحث في عام 2003 في سن الثالثة عشرة (الذي خسر في الدور ربع النهائي)، وقال انه تم اكتشافه من قبل المنتج الموسيقي بيتر هوفمان. شيطانية بتغيير اسمها إلى توكيو طوكيو: (بالألمانية: Tokio Hotel)، والتدقيق الإملائي الألمانية في مدينة طوكيو اليابانية، ونظرا لحبه للمدينة، و«هوتيل» نظرا لبجولة المستمر والذين يعيشون في الفنادق. بعد فترة وجيزة سوني «بي إم جي» اقتادتهم بموجب العقد، واستأجرت ديفيد هوفمان وبات جوست (بالألمانية: Benzer) إلى فريق من المبدعين والكتاب، وكان لهم إعطاء تعليمات المراهقين على تأليف الأغاني ولعب الصك؛ معظم أغاني ألبومها الأول والذي كتبه هوفمان، جوست و(بالألمانية: Benzer) (بما في ذلك الفردي «الصرخة» و«لي الإنقاذ» التي كانت مكتوبة تماما من قبلهم، في واحد فقط (بالألمانية: "Unendlichkeit") كانت مكتوبة تماما من توكيو هوتيل أنفسهم. ومع ذلك، قبل وقت قصير من الإفراج عن الألبوم الأول، سوني إنهاء العقد المبرم بينهما. في عام 2005، تولى «يونيفرسال ميوزيك» توكيو هوتيل بموجب عقد، ووضع خطة تسويقية. الفرقة أصبح الآن واحدا من الأفعال أكبر من ألمانيا.

### صرخة

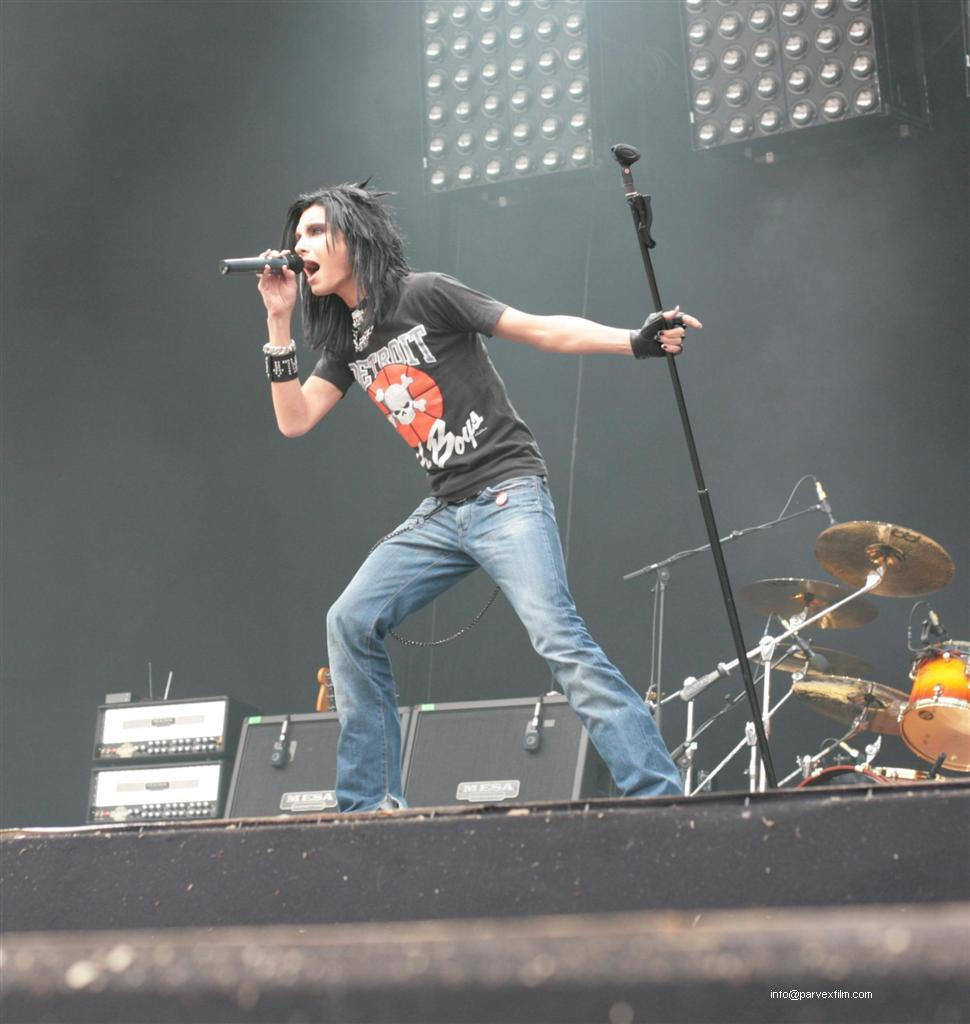
(بيل كوليتز) مؤسس الفرقة يغني عالمسرح في 2007

لأول مرة واحدة، («من خلال الرياح الموسمية»)، وسرعان ما ارتفعت في الخرائط، والظهور في وسائل الإعلام الألمانية الرسمية لمراقبة واحد في الرسم البياني رقم 15 في 20 آب 2005، ويصل في النهاية إلى 1 26 آب / أغسطس 2005، حيث كما توصلت 1 في الفردي النمساوي التخطيط للمرة الثانية على أحد، («الصرخة»)، قفز إلى المركز رقم 5 في الخرائط الألمانية. اثنين من هذه الأغاني التي كتبها المغني بيل كوليتز سويا مع مجموعة من المنتجين بيتر هوفمان، ديفيد جوست، بات بينزر وديف روث. لأول مرة ألبوم، الصرخة، أفرج عنه في 19 أيلول / سبتمبر 2005 التي والاتحاد الدولي لصناعة الصوتيات ألمانيا في وقت لاحق حصل على شهادة البلاتين للبيع أكثر من 200,000 نسخة. في عام 2006، والثالث والرابع واحدة،(«إنقاذي») و («في اليوم الأخير»)، تم إصدارها؛ 1 الذي تم التوصل إليه على حد سواء كذلك. «دير الوسم ليتزتي» الواردة في الجانب يسمى ب "تقرير الاستثمار العالمي (بالألمانية: schließen) عين تلزم جانب الصمت"، والتي كانت مصحوبة أيضا الفيديو والموسيقى.

### غرفة 483
أول واحد مقبالة للمرة الثانية على ألبوم (483 غرفة)، ودعا و (في وقت لاحق إعادة نشر باللغة الإنكليزية تحت اسم الاستعداد والجاهزية والذهاب! أطلق سراحه يوم 26 يناير عام 2007 وسرعان ما تم التوصل إليه 1. غرفة 483 صدر في ألمانيا يوم 23 فبراير 2007، إلى جانب طبعة فاخرة من ألبوم يحتوي على دي في دي. في ألبوم واحد في الثانية، وأغنية («لا اذهب») و (صدر في 7 نيسان / أبريل). جولة المصاحبة للإفراج عن الألبوم، وغرفة 483 جولة، وكان من المقرر أن تبدأ في آذار / مارس 2007 لكنه تأجل لمدة أسبوعين لأن أعضاء الفرقة عن رغبتها في الحصول على مختلف مراحل التصميم الأولى. ثالث واحد، («إلى جانبكم») أطلق سراحه، في 16 نوفمبر.

### الصراخ

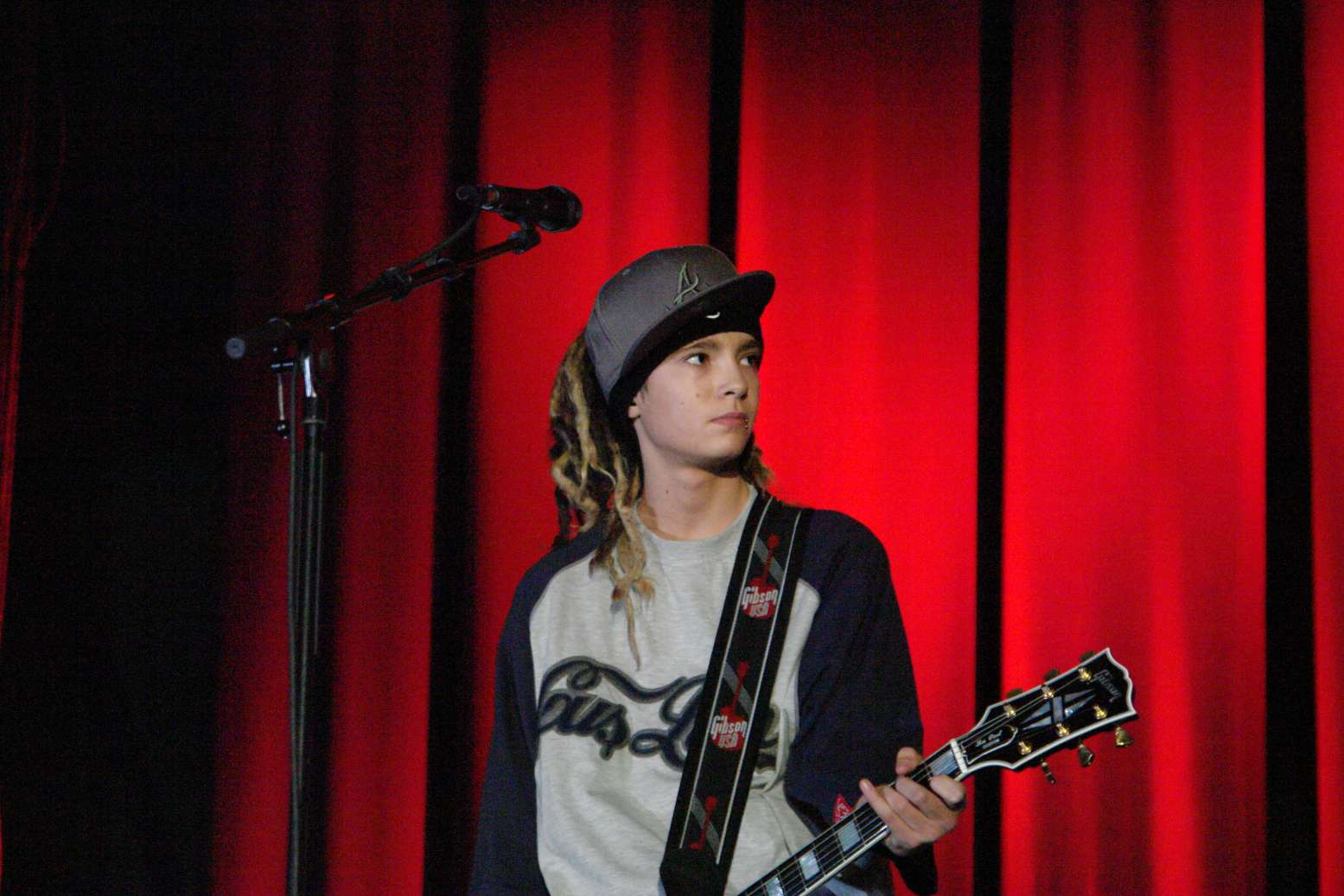
(توم كوليتز) يعزف

بينما ألبوماتهم الألمانية لم تتلق النشرات الرسمية خارج المناطق الناطقة بالألمانية في العالم، وأطلق سراح نوكيو هوتيل أول ألبوم باللغة الإنجليزية، الصراخ، يوم 4 يونيو 2007 في جميع أنحاء أوروبا. في ألمانيا، وأفرج عنه في ألبوم الغرفة 483 من أجل التأكيد على الاستمرارية مع الماضي الألماني ألبوم غرفة 483, والصراخ يحتوي على النسخ الإنكليزية لمجموعة مختارة من الأغاني عن اللغة الألمانية البوم شاري, غرفة 483, أغنية «مونسون»، كان أول واحد من الألبوم. «الاستعداد والجاهزية والذهاب!» كما أطلق سراح الرجل الثاني في ألبوم واحد وقال «لا اذهب» («ربيع») باعتباره ثالث واحد. شريط فيديو ل «الصرخة»، والإصدار باللغة الإنجليزية من عام 2005 بلغ «شاري»، قد سجل أيضا، وأفرج عنه «لتيونز» في أوائل مارس 2008.
توكيو هوتيل قدموا أول الحفلة في المملكة المتحدة في 19 حزيران 2007. «الاستعداد والجاهزية والذهاب!» صدر في المملكة المتحدة والفرقة الأولى يوم واحد 27 أغسطس 2007. الأغنية 77 الذي تم التوصل إليه في المملكة المتحدة الاغاني.
توكيو هوتيل حصل على جائزة موسيقى إم تي في أوروبا من أجل تفاعل أفضل في 1 تشرين الثاني 2007، وكما رشح لأفضل باند. أدوا «مونسون» في هذا الحدث.
توكيو هوتيل أصدرت الولايات المتحدة لأول مرة واحدة، وذلك ببساطة يسمى «توكيو هوتيل»، في أواخر عام 2007. واحد يحتوي على المسارات «الصرخة» و«الاستعداد والجاهزية والذهاب!»، وكانت متوفرة في مخازن حصريا على موضوع ساخن للمرة الثانية على الولايات المتحدة واحدة، «الصرخة الأمريكية» قد أفرج عنه في 11 ديسمبر 2007. واحد يحتوي على المسار الصحيح «الصرخة» وريميكس «الاستعداد والجاهزية والذهاب!» من أفريقيا والمحيط الهندي في شباط / فبراير 2008، الفرقة بجولة في أمريكا الشمالية لمدة خمسة تواريخ البدء في كندا وينهي جولته في نيويورك. بعد ظهورها، ويعيشون على أداء (بالإنجليزية: "MuchMusic")‏، بينما كان يقوم بجولة في كندا، «الاستعداد والجاهزية والذهاب!» دخلت اليومية (بالإنجليزية: "MuchOnDemand")‏, العد التنازلي لأشرطة الفيديو المختارة من قبل المشاهدين. وبقي هناك لأكثر من أسبوع، ثم عاد إلى الجزء العلوي من الرسم البياني اليومي 10 وزارة الدفاع يوم 8 أبريل. «الصرخة» وصدر في كندا في 25 آذار / مارس، في الولايات المتحدة في 6 أيار / مايو.

### 1000 جولة فنادق

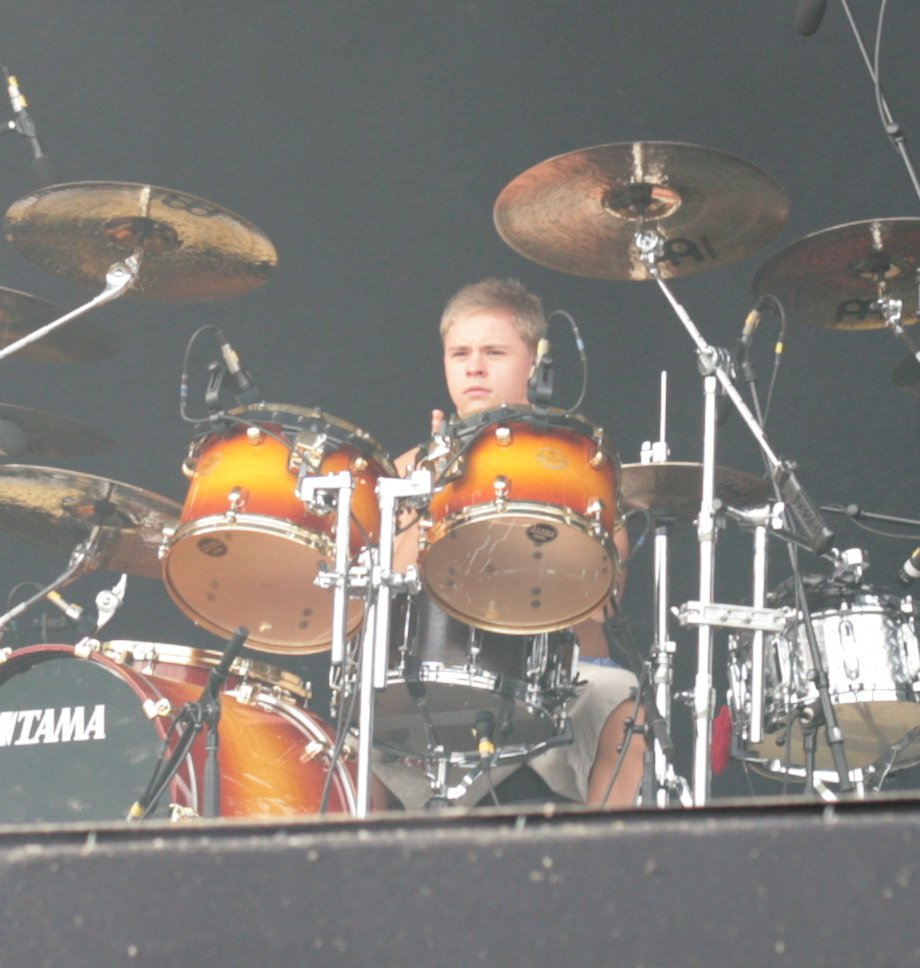
(غوستاف شافير) يطبل

و«1000 فنادق» جولة أوروبية بدأت في 3 مارس 2008 في بروكسل واستمرت في مواقع من بينها هولندا، لوكسمبورغ، وفرنسا وإسبانيا والبرتغال وإيطاليا والدول الإسكندنافية، وكان من المقرر أن تنتهي في 9 نيسان، ومع ذلك، خلال حفل موسيقي في مرسيليا (فرنسا) في 14 آذار / مارس، بيل بدأت تواجه مشاكل صخبا. انه سمح للجمهور الغناء بشكل متكرر أكثر من المعتاد، وبدلا من الأغاني الأصلية التي كانت 21 في قائمة تعيين، إلا أنها لعبت 16 أغنية. مشروع قانون اعتذر، باللغة الألمانية، لغناءه سيئة واوضح انه كان مريضا. بعد ذلك بيومين، والفرقة الغت لشبونة، والبرتغال دقائق قبل الحفل الذي كان من المفترض أن تبدأ. بقية «1000 فنادق» رحلة مجدولة وأمريكا الشمالية وألغيت جولة التالية اعلانا في صحيفة بيلد عن طريق مدير الفرقة ان بيل كوليتز قد خضعوا لجراحة لا زالة ورم في بلده الاحبال الصوتية.
مشروع قانون كوليتز قد يمثل ضغطا على صوته بعد أن لعب 43 الحفلات في 1000 فنادق جولة من دون اجازة. انه اضطر إلى الخضوع لجراحة الحنجرة يوم 30 مارس لا زالة ورم التي شكلت له على الاحبال الصوتية. كيس كان نتيجة عدوى في الحلق التي ذهبت دون علاج. بعد الجراحة التي أجريت له، بيل كان عاجزا عن الكلام لمدة اثني عشر يوما، وكان أربعة أسابيع من إعادة التأهيل صخبا. إذا كان بيل قد واصلت الغناء بقية الجولات، سيكون صوته في نهاية المطاف قد تم أضرار دائمة. طوكيو هوتيل بدأ أداء مرة أخرى مايو 2008 ، وبعد ذلك أنها شرعت في تنفيذ الجزء الثاني من 1000 فنادق جولة أوروبية مشيرا إلى العديد من الحفلات الموسيقية في الهواء الطلق، ويختتم جولته يوم 13 يوليو في (بالإنجليزية: "Werchter")‏، وبلجيكا.

### جولات الولايات المتحدة وهومانويد
قامت توكيو هوتيل بجولة ثانية من أمريكا الشمالية في أغسطس 2008. الفرقة الموسيقى والفيديو ل«جاهز تعيين الذهاب!» رشح لأفضل فيديو البوب في عام 2008 تي جوائز موسيقى الفيديو،  أيضا حيث حصل على جائزة أفضل فنان جديد. عادوا 

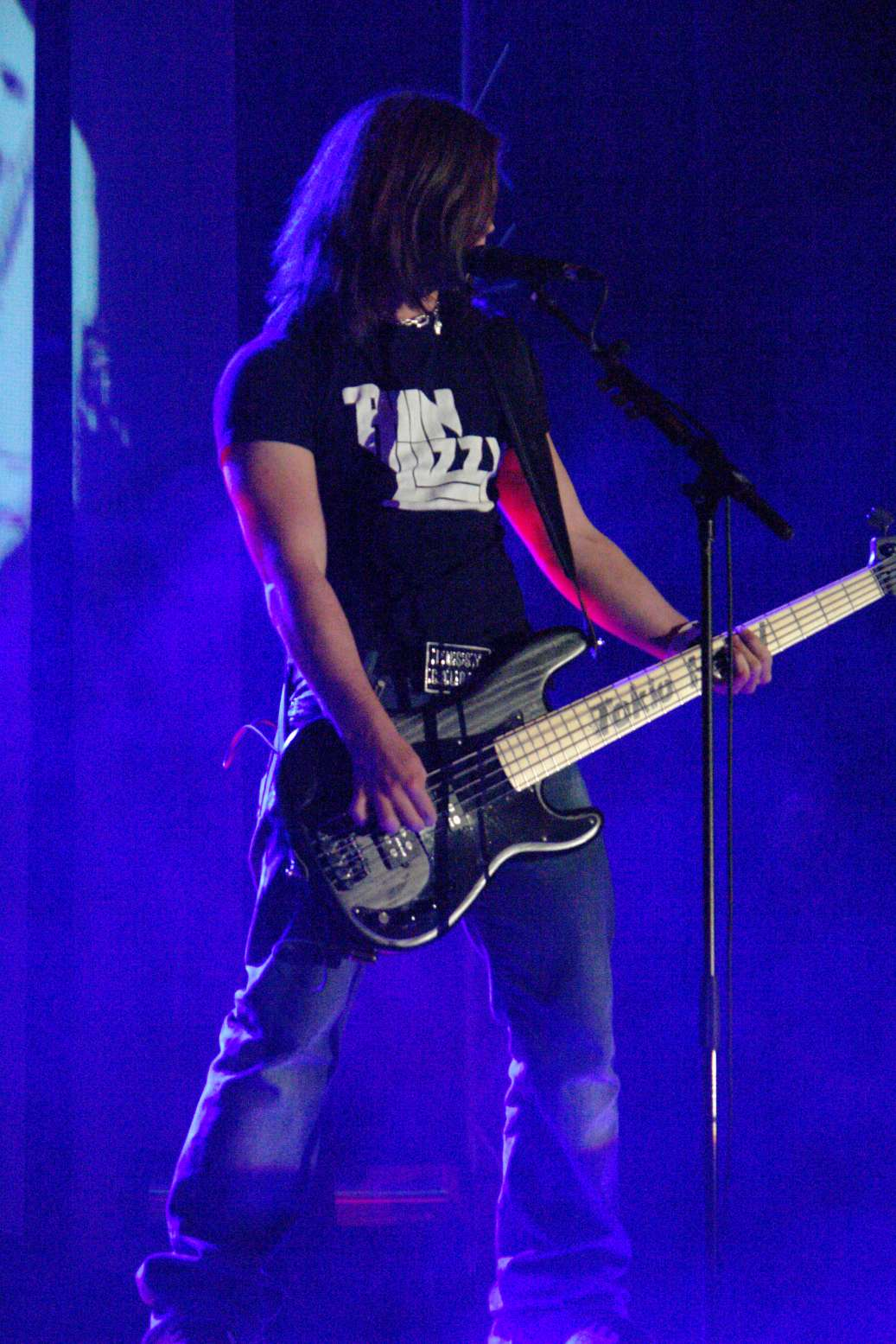
(جورج ليستينغ) يعزفإل

ى أمريكا الشمالية مرة أخرى في أكتوبر 2008 لمدة شهر جولة طويلة من الحفلات الموسيقية وتخزين سجل التعاقدات. في ديسمبر 2008، وهو وراء الكواليس دعا دي في دي تلفزيون توكيو هوتيل - القبض على كاميرا أطلق سراحه. أنه يحتوي على لقطات من تلفزيون توكيو هوتيل وراء الكواليس ميزة قصص من السنة السابقة على قرص واحد بعنوان «التاريخ - إن أفضل من توكيو هوتيل التلفزيون!». طبعة فاخرة تحتوي على القرص الثاني بعنوان «مستقبل - إن الطريق إلى ألبوم جديد!» السمات التي لقطات من الشريط في جولات الترويج والتحضير لألبومها الثالث الاستوديو.
في جولات بين أمريكا الشمالية، وعادت الفرقة إلى الاستوديو لتسجيل في هامبورغ لتسجل ثالث استوديو الألبوم، له مواصفات البشر، والتي، وفقا لمنتج ديفيد جوست، ويعمل حاليا لإطلاق سراح مجموعة يوم 2 أكتوبر 2009. هذا على الرغم من تصريحات توقع في وقت سابق من آذار / مارس ونيسان / أبريل الإفراج عن 2009 أو مايو / يونيو الإفراج عن 2009. الألبوم تم تسجيلها في كل من الألمانية والإنكليزية مع كل إصدارات أفرج عنهم في وقت واحد في جميع أنحاء العالم.
في 10 أغسطس، وأعلن أنه على قناة (تي الانباء) الألمانية أن أول واحد سيكون «تلقائي»، من شأنه أيضا أن يفرج باعتباره أول واحد في الولايات المتحدة. في 20 أغسطس، أصدرت قناة تي (بالإنجليزية: "Buzzworthy")‏ الفيديو الذي كان مخططا «تلقائي» والوثائق اعلنت ان النسخة الإنكليزية من الأغنية سيتم الإفراج عنهم في الولايات المتحدة يوم 22 سبتمبر. ومع ذلك، الفيديو للحصول على واحد أطلق سراحه يوم 3 سبتمبر.
في 2 نوفمبر، وكان أعلن عن توم كاوليتز المدونة أن الثانية الإنكليزية واحدة من شأنه أن يكون «العالم وراء بلدي الجدار»، سيكون في الدرجة الثانية الألمانية واحد.
وأشرطة الفيديو والموسيقى لكلا الإصدارين أفرج عنهم في 14 كانون الأول وكانون الأول 15.

### العروض الآسيوية
تنفيذ توكيو هوتيل الحفل لأول مرة في آسيا (باستثناء حفل في إسرائيل) في معرض أودي في سنغافورة، وتلتها فترة قصيرة من يربط الخرائط المواضيعيه مع الأحداث توكيو هوتيل في ماليزيا، وتعزيز مبيعات الألبوم من الروبوت. وخلصوا إلى ان سلسلة من الحفلات الصغيرة مع تايوان. وعادوا إلى ماليزيا بضعة أشهر في وقت لاحق لتنفيذ المرحلة في العالم لايف تي في ماليزيا عام 2010. أدوا في طوكيو يوم 15 ديسمبر 2010، بعد جولة لها في أمريكا الجنوبية التي أبرمت في ديستريتو الاتحادية، المكسيك يوم 2 ديسمبر 2010. وهم حاليا في اليابان مرة أخرى لتعزيز التلفزيون.

### النمذجة والإعلانات التجارية
في 19 يناير 2010، وتعاون المغني بيل كوليتز مع عميد التوائم ودان كاتين من دسكاريد السير على المدرج في حدث الموضة في ميلانو. كوليتز أدلى اثنان مباراة، كما انه فتح وإغلاق دسكاريد في الملابس الرجالية خريف / شتاء 2010 إظهار لتوكيو هوتيل أغنية (بالإنجليزية: "Screamin")‏.
استأجرت سيارة أودي صانع للرجال أشرار اثنين لنجمة في حملتها الاعلانية الجديدة لجذب جيل الشباب. وعرضت في حلقة من توكيو هوتيل التلفزيون (على موقع توكيو هوتيل) وأيضا في المجال التجاري.
يوم 4 أغسطس 2010، توم كوليتز حصل على الحذاء ريبوك الخاصة التجارية. وقعت  ريبوك في 20 عاما عازف الجيتار توكيو هوتيل / (بالإنجليزية: sneakerhead)‏ لأحذية نموذج للشركة. «في البداية، وأنا إنشاء غرفة صغيرة مثل غرفة تخزين قليلا،» وقال له من أحذية رياضية. وقال أيضا ان يحصل على 10 زوجا جديدا في الأسبوع. هذا هو 520 حذاء في السنة.
تعاون مع بيل أليس كوبر في الإعلانات عيد الميلاد عام 2010 لمتجر إلكتروني الألمانية، زحل.

## الطابع الموسيقي
توكيو هوتيل النوع من التعريف هو مسألة تستحق النقاش. بمقالة «فرانكفورتر روندشاو» ان: موسيقاهم بانها «مزيج» البوب والصخور«مع ألحان وعناصر الرومانسية». «في موسيقى البوب لامع» حزمة الصخرة، كما يقول أحد النقاد على قناة «أي بي سي»، وذكر أن أسلوب «مجموعة من الأناشيد البوب جذاب لأغنية روك جذابة ليالي» من أغنية إلى أغنية. توكيو هوتيل «تسليم كل من فريق الروك العواء وأغنيات عاطفية»، يلي رولينغ ستون.

## أعضاء الفريق

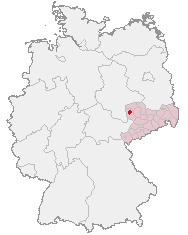
موقع (لايبزيغ) في خريطة (ألمانيا)

### بيل كوليتز
ولد بيل كوليتز في 1 سبتمبر عام 1989 في لايبزيغ، ألمانيا، بعد أخيه توم كوليتز بعشر دقائق

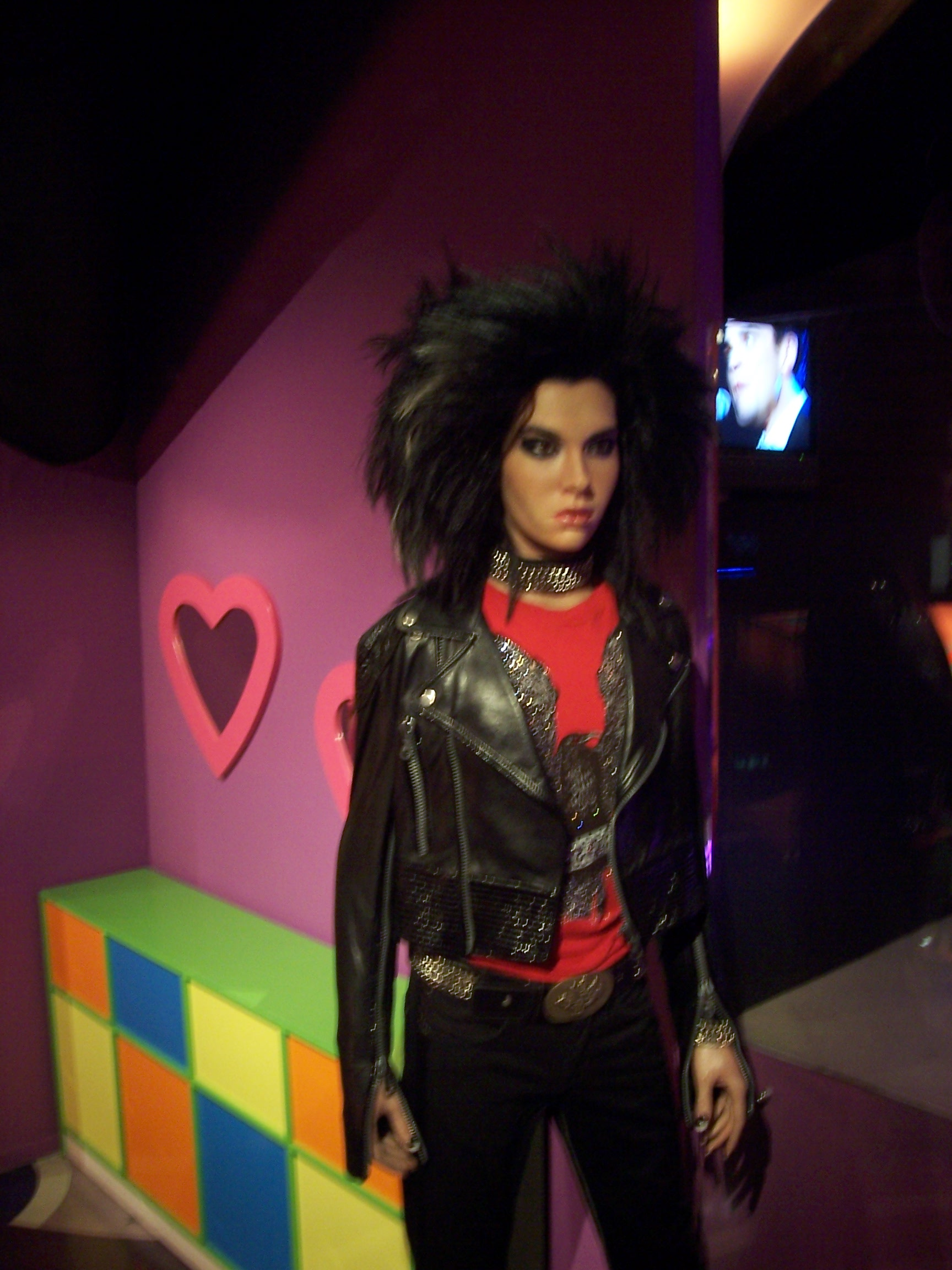
مجسم من الشمع لمؤسس الفرقة بيل كوليتز في متحف «مدام توسو» في أمستردام

وفي عام 2006، واعرب عن دور آرثر في الجزء الأول من النسخة الألمانية من الفيلم، «آرثر» 
وهو اشتهر نظرة مخنث  الألمانية موقع جاف - world.com يقول ان ننظر، سن مبكرة، وتصفيفة الشعر منفعل قد وصلت رمز حالة من بين العديد من الفتيات في سن المراهقة.
وفي آب / أغسطس 2008، تم اختيار بيل كاوليتز كما المغنية الأكثر جاذبية على خشبة المسرح من قبل قراء المجلة الإسبانية «حولا!» 
مشروع القانون الذي خلده في الشمع في متحف «مدام توسو» في أمستردام. ان ازيح الستار عن تمثال من الشمع في 30 سبتمبر، 2008. في 19 عاما، وبيل أصبح أصغر شخص أن يكون لها مثيل من قبل متحف مدام توسو في أمستردام.
وفي ديسمبر 2008، وكان اسمه بيل كاوليتز «رجل العام 6» من قبل «تي نيوز».
وفي عام 2009، وقال انه اعرب عن دور آرثر في الجزء الثاني من النسخة الألمانية من الفيلم.
مشروع قانون (بالإنجليزية: designes)‏ له ازياء المرحلة المفضلة نفسه. حتى لو انه لا يستطيع ان يوجه بشكل جيد، قال خياط يعرف ما الذي كان يقصده.
أساليبه المفضلة: الممثل «ديفيد باوي» في «متاهة»، والمغنية «نينا» في «مصاصو الدماء»، ومستعمل محلات باريس، والمجوهرات، وضرب «ديور هوم».
وفي الآونة الأخيرة، وقال انه يجمع الحمالات، وبيل كاوليتز هو أيضا «مجنونا تماما عن سترات» - وخاصة السترات الجلدية. مئات منهم شنقا في مقصورته ومعظمهم من السود في.
وفي أيلول / سبتمبر 2009، تم اختياره من قبل بيل أسطورة الأزياء «كارل لاغرفيلد» في المشاركة في تبادل لإطلاق النار الصورة لعيد ميلاد 30th من مجلة «فوج» في ألمانيا. «كارل لاغرفيلد» وصفه بأنه «فكرة أخرى من الألمانية» وكتبت ان (20 عاما) المغني البالغ من العمر مع التصميم غير عادي وأصبح نجما. وعالم الموضة والأزياء.
وفي أكتوبر 2009، كان بيل 11 على الألمانية مجلة «جي كيو» قائمة أفضل يرتدي. واشاروا إلى أسلوبه ملتهبة بوصفه واحدا من الأسباب، وأنه يحب التغيير وتجربة اشياء جديدة. المصمم «مايكل ميكهلاستي» أيد قراره بالقول: «بيل كاوليتز هي فريدة من نوعها، وبلا هوادة، المنبثقة الفن تقديمهم إلى الحياة. يحب التغيير - وهذا هو الموضة».

### توم كوليتز
توم كوليتز ولد في 1 سبتمبر عام 1989 في لايبزيغ عشر دقائق قبل شقيقه التوأم بيل كواليتز. أسلوبه في ثوب «فضفاض», وملابس الهيب هوب، و«المجدل» واسعة مع «العصر الجديد» القبعات، واحد فقط من الفرقة للقيام بذلك. اعتبارا من شهر سبتمبر عام 2007، كان توم باستخدام «جيبسون» القيثارات وميسا «الرقصة» المعدل مع رؤساء ميسا الرقصة المعدل 4x12 خزائن. كان قد أعلن عن المؤثرات الموسيقية لتكون «أروسميث»  والهيب هوب الألمانية مثل «سامي دي لوكس».
وعلى غرار لريبوك في ألمانيا. كاوليتس، جنبا إلى جنب مع شقيقه التوأم بيل، وهي من المدافعين عن بيتا في ألمانيا. وشاركوا في تبادل لإطلاق النار صورة تثبيط استخدام الحيوانات للتسلية. وهو حاليا مع شقيقه بيل كوليتز، في لوس أنجلوس، حيث أنها تعمل على إنتاج ألبوم آخر.

### جورج ليستينغ
جورج ليستينغ ولد يوم 31 مارس عام 1987. مسقط رأسه هو هالي في ألمانيا بدأ اللعب عندما كان في الثالثة عشرة من عمره، ، واعتبارا من سبتمبر 2007، ويستخدم لباس ساندبرج. فقد قال إن أسلوب اللعب كانت متأثرة كثيرا من البرغوث ريد هوت تشيلي بيبرز،  وغيرها من المؤثرات الموسيقية وتشمل يموت واحة.
جورج هو الابن الوحيد لوالدين المطلقين عندما كان عمره 16 عاما. يطمح في البداية إلى مهنة طبيب بمثابة الأب، الذي يقترب من عالم الموسيقى من خلال مشروع المدرسة. وعلى الرغم من فشل الأولى، بتشجيع من والده ووالدته على الاستمرار في اللعب. أكثر من مرة حاول تشكيل الفرقة ولكن جميع المحاولات كانت غير مجدية حتى انه حضر في الكونسرفاتوار التقى بغوستاف شافير وذهب معه ليلة واحدة في غرفة حيث كانوا يلعبون مع التوأم بيل كوليتز وتوم كوليتز. بعد أربعة تشكيل المجموعة، وشكلوا فرقة توكيو هوتيل. وعلى الرغم من النجاح الكبير، جورج لديه فضل نفسه على الاستمرار في الدراسة.

### غوستاف شافير
غوستاف شافير ولد في 8 سبتمبر عام 1988 في مسقط رأسه في ماغدبورغ، وله شقيقة أكبر سنا. غوستاف وقد لعب طبول منذ كان في الخامسة. له المؤثرات الموسيقية وتشمل ميتاليكا،  جو كوكر ورود ستيوارت 
وهو يعيش حاليا في ماغدبورغ وفي المنزل المؤقتة في هامبورغ، وله أخت أكبر سنا (فرانز سيسكا شافير). المواضيع المفضلة لديه في المدرسة والرياضة والاقتصاد في حين كان يكره الرياضيات والفيزياء. صاحب «شعر (أدب)» هو (بالألمانية: Hauptsache) إطلع على كل المحتويات (بالألمانية: schief geht), (وهو ما يعني الشيء نفسه على النحو التالي : طالما ان كل شيء يذهب على نحو خاطئ). غوستاف جدا لشخص هادئ وخجول، وتفضل البقاء في الخلفية. وهو أيضا حساس جدا ويمكن الحصول على مزاجي وعابس بسهولة حقا، فهو أيضا بفارغ الصبر للغاية، فهو دائما أول من الحصول على ما يصل في الصباح وينتظر حتى بقية الفرقة يجر نفسه من السرير في حين انه بالفعل الفطور، وحصل على استعداد. وقد لعب غوستاف طبول منذ أن كان خمسة. التأثيرات الموسيقية صاحب تشمل ميتاليكا، جو كروكر، ورود ستيوارت.

## قائمة الأعمال الموسيقية
- توكيو هوتيل ديسكغرفي [الإنجليزية]

ألبومات الأستوديو
- صرخة (2005) ويونيفرسال

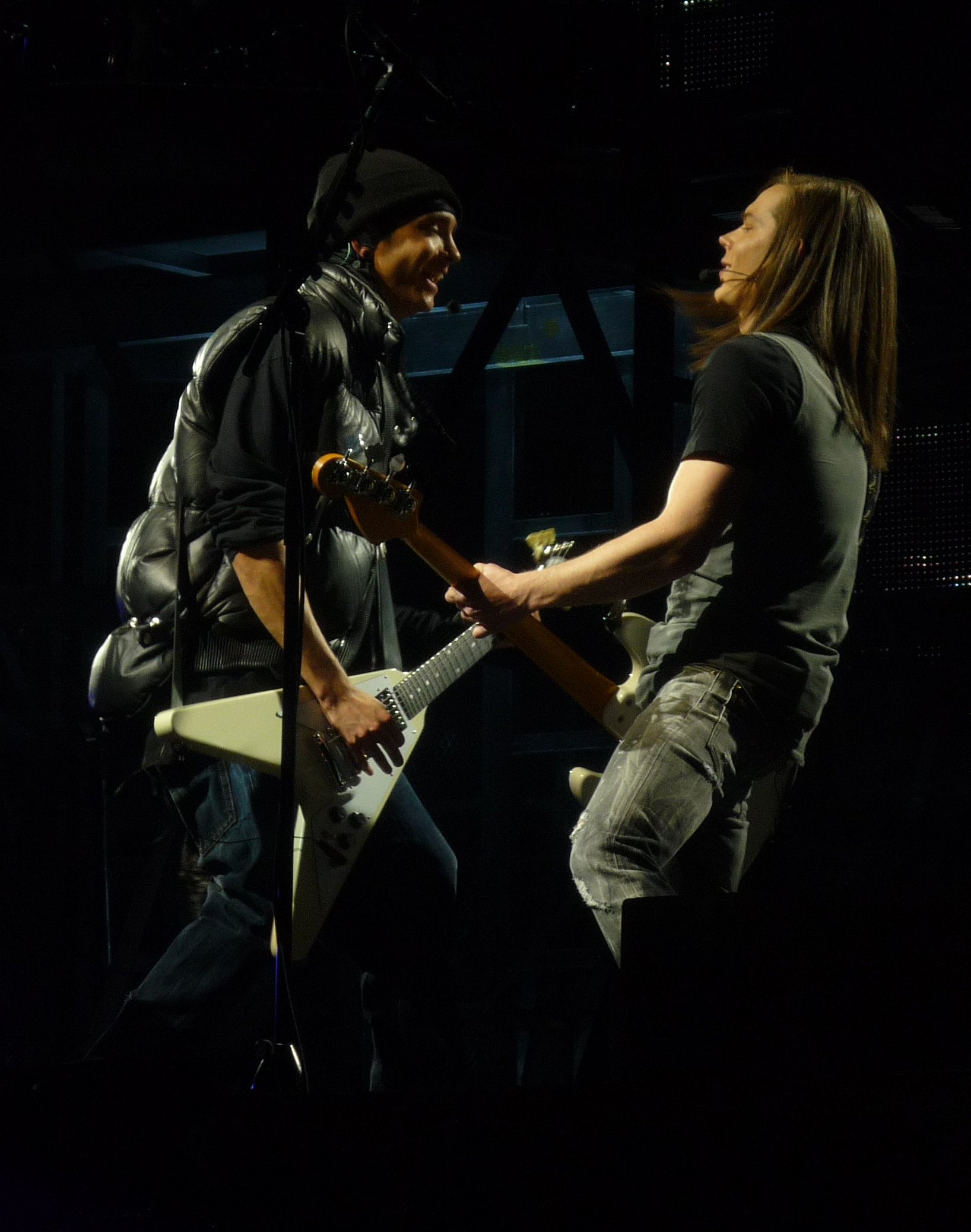
توم كوليتز بجانب جورج ليستينغ يعزفون

- صرخة حتى اوت دو (2006) إعادة تسجيل ويونيفرسال
- غرفة 483 (2007) ويونيفرسال
- الصراخ (2007) ويونيفرسال
- الروبوت (2009) بالألمانية/ ويونيفرسال ميوزيك / CherryTree الوثائق / إنترسكوب الوثائق
- الروبوت (2009) بالإنجليزية/ ويونيفرسال ميوزيك / CherryTree الوثائق / إنترسكوب الوثائق

ألبومات الحفلات المباشرة
- صرخة - لايف (2006)، والموسيقى العالمي / جزيرة[52]
- غرفة 483 - يعيش في أوروبا (2007) ويونيفرسال
- الروبوت مدينة لايف (2010) ويونيفرسال [53]

## صور

### الحفلات

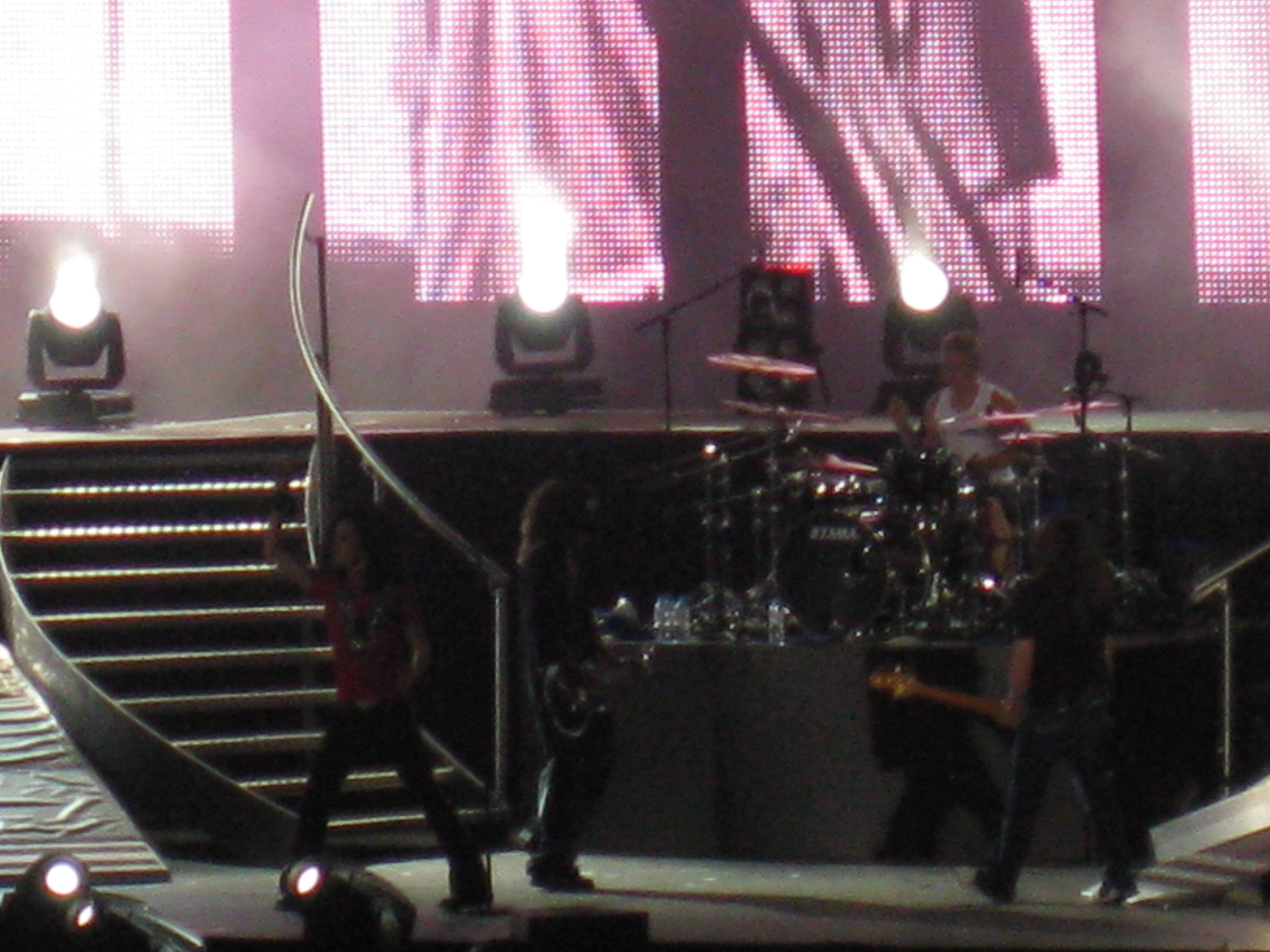
توكيو هوتيل في برشلونة
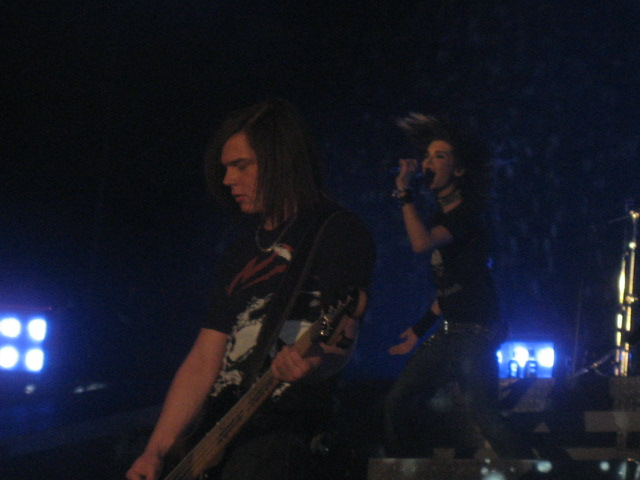
توكيو هوتيل في موسكو
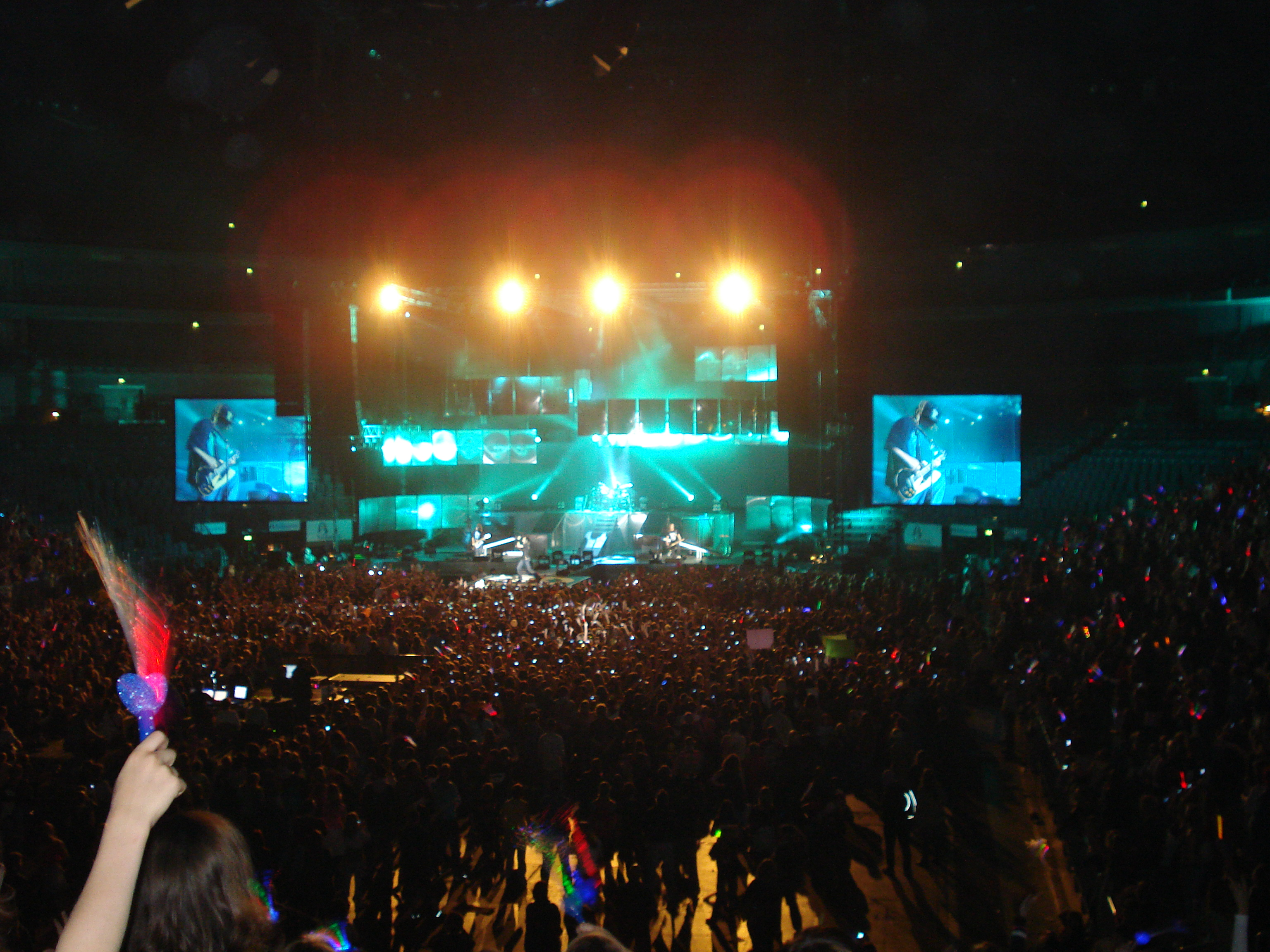
توكيو هوتيل في كولونيا
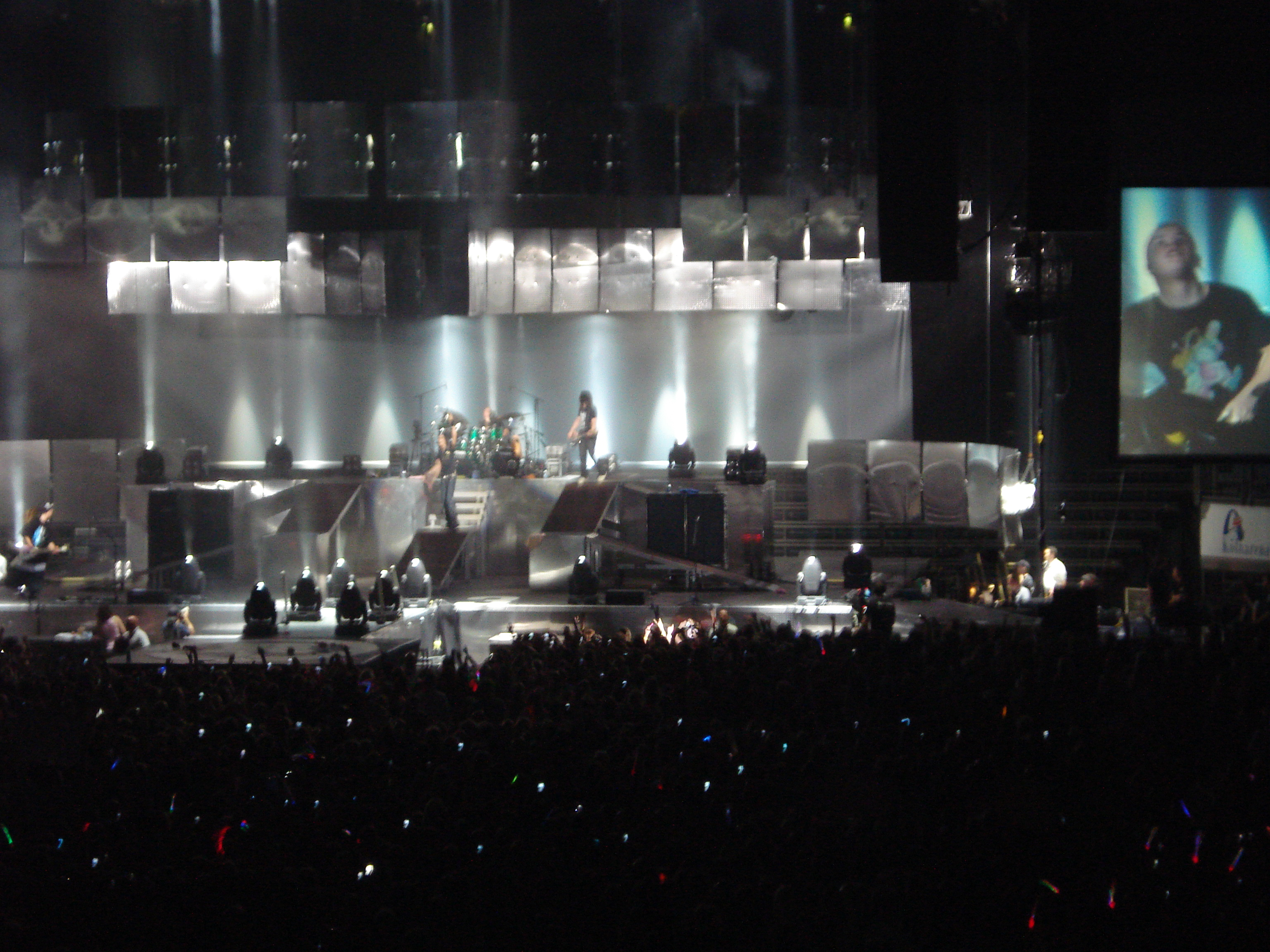
توكيو هوتيل مباشر في كولونيا

### منوعة

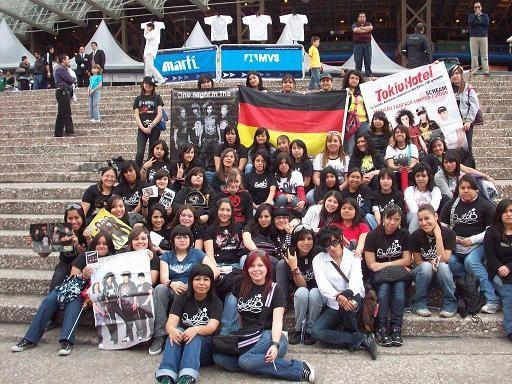
مجموعة من البنات يحضرون حفلة لتوكيو هوتيل في ليلة واحدة
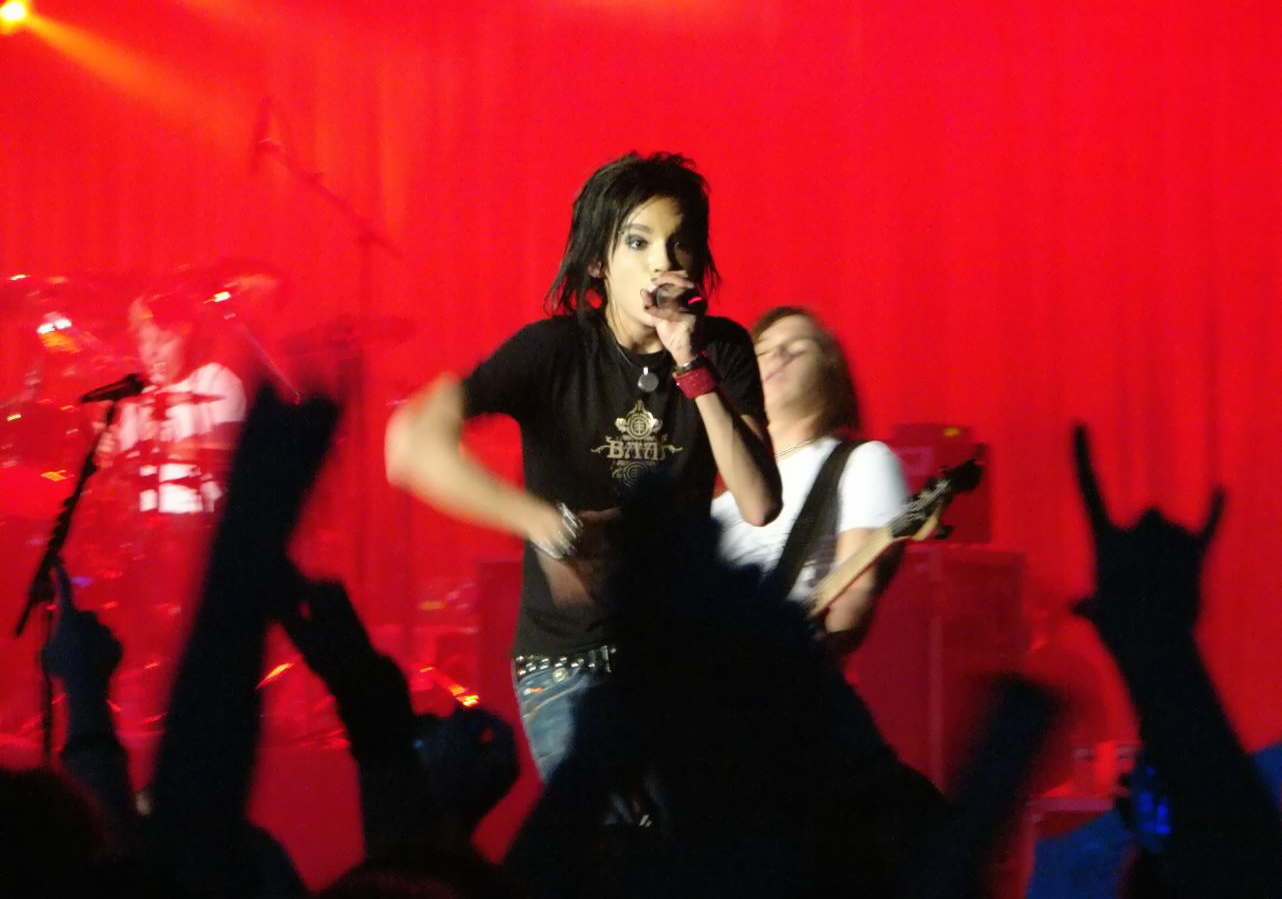
مؤسس الفرقة بيل كوليتز, في 2006
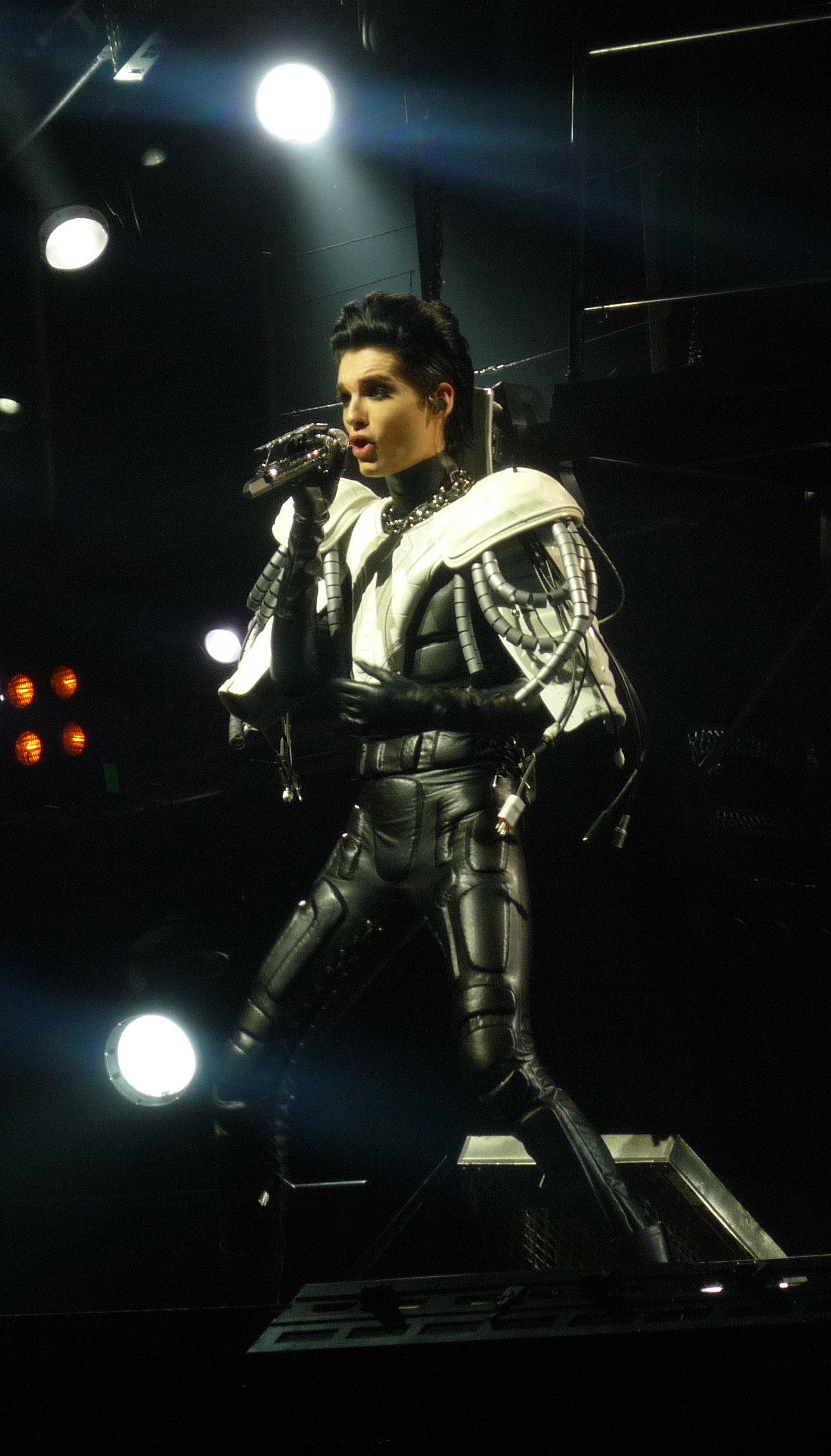
مؤسس الفرقة بيل كوليتز, في 2010
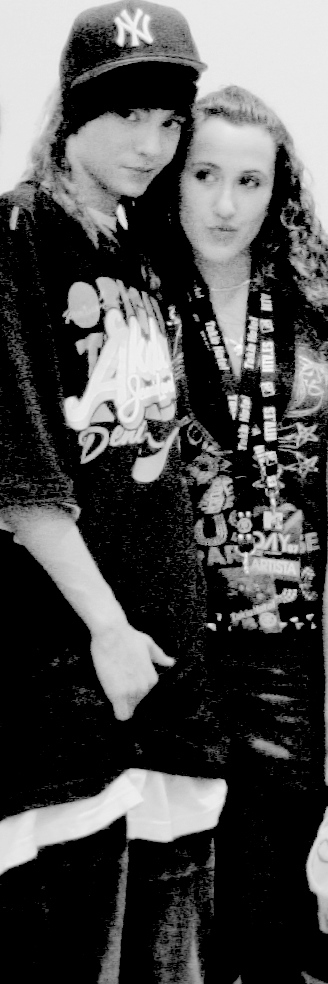
توم كوليتز بجانب فتاة من معجبيه

## الجوائز
2005
| الفئة                            | الجائزة         | التاريخ   |
| -------------------------------- | --------------- | --------- |
| أفضل قادم جديد                   | المذنب جوائز    | 6 أكتوبر  |
| السوبر المذنب                    | المذنب جوائز    | 6 أكتوبر  |
| أفضل قادم جديد                   | إينز ايف الكرون | نوفمبر 24 |
| أفضل موسيقى البوب القانون الوطني | البنبي جوائز    | ديسمبر 1  |
| أفضل مشاركة                      | ذهبية البطريق   | 2005      |
| أفضل موسيقى البوب                | ذهبية البطريق   | 2005      |
| فريق روك 2                       | ذهبية البطريق   | 2005      |

2006
| الفئة                                    | الجائزة                                         | التاريخ   |
| ---------------------------------------- | ----------------------------------------------- | --------- |
| البوم السنة                              | ذهبية البطريق                                   | فبراير 8  |
| عصابة من السنة                           | ذهبية البطريق                                   | فبراير 8  |
| أغنية من هذا العام -- 'دير ليتزتي الوسم' | ذهبية البطريق                                   | فبراير 8  |
| (بالألمانية: Ausverkaufte Tourhalle)     | بيعت خارج جائزة (بالألمانية: Königpilsen) أرينا | مارس 11   |
| أفضل قادم جديد                           | جوائز إيكو                                      | مارس 12   |
| أفضل قادم جديد                           | ستيغر جوائز                                     | مارس 25   |
| أفضل بيع الفنان الألماني                 | جائزة الموسيقى العالمية                         | نوفمبر 15 |
| أفضل موسيقى البوب القانون الوطني         | البنبي جوائز                                    | نوفمبر 30 |
| لأفضل لايف قانون                         | لايف كرون                                       | 7 ديسمبر  |
| فرقة روك أفضل                            | إم تي في فرنسا                                  |           |

2007
| الفئة                         | الجائزة                                   | التاريخ   |
| ----------------------------- | ----------------------------------------- | --------- |
| الحدود الأوروبية كسارات جائزة | جوائز ن ر ج                               | يناير 21  |
| أفضل فيديو الوطنية            | جوائز إيكو                                | مارس 25   |
| أفضل فيديو                    | المذنب جوائز                              | مايو 3    |
| أفضل باند                     | المذنب جوائز                              | مايو 3    |
| (بالإنجليزية: Supercomet)‏     | المذنب جوائز                              | مايو 3    |
| معظم الناجحة بوب غروب الدولية | (بالإنجليزية: Goldene Stimmgabel)‏ جوائز   | 3 أكتوبر  |
| أفضل ألبوم                    | جوائز TMF                                 | أكتوبر 14 |
| أفضل فيديو                    | جوائز TMF                                 | أكتوبر 14 |
| أفضل فنان جديد                | جوائز TMF                                 | أكتوبر 14 |
| أفضل موسيقى البوب             | جوائز TMF                                 | أكتوبر 14 |
| أفضل قانون الدولي             | إم تي في أوروبا جوائز الموسيقى (ايما)     | نوفمبر 1  |
| لأفضل فرقة من السنة           | اختيار جائزة تي أطفال نيكلوديون إيطاليا ' | 1 ديسمبر  |

2008
| الفئة                                        | الجائزة                               | التاريخ   |
| -------------------------------------------- | ------------------------------------- | --------- |
| أفضل الدولية باند                            | جوائز إن آر جي الموسيقية              | يناير 26  |
| أفضل موسيقى الفيديو                          | صدى جوائز                             | فبراير 15 |
| أفضل باند                                    | المذنب جوائز                          | مايو 23   |
| أفضل فيديو                                   | المذنب جوائز                          | مايو 23   |
| أفضل لايف قانون                              | المذنب جوائز                          | مايو 23   |
| السوبر المذنب                                | المذنب جوائز                          | مايو 23   |
| أفضل فنان جديد                               | تي الأهدل جوائز الموسيقى              | سبتمبر 7  |
| ذكر أفضل فنان الدولي بيل كوليتز              | TMF جوائز                             | أكتوبر 11 |
| أفضل فيديو الدولية                           | TMF جوائز                             | أكتوبر 11 |
| أغنية من السنة                               | جوائز إم تي في أمريكا اللاتينية       | أكتوبر 16 |
| أفضل كلوب وفنزويلا                           | جوائز إم تي في أمريكا اللاتينية       | أكتوبر 16 |
| أفضل فنان جديد - الدولية                     | جوائز إم تي في أمريكا اللاتينية       | أكتوبر 16 |
| أفضل النغمات                                 | جوائز إم تي في أمريكا اللاتينية       | أكتوبر 16 |
| المتصدر عناوين                               | إم تي في أوروبا جوائز الموسيقى (ايما) | 6 نوفمبر  |
| بيع أفضل دي في دي : زيمر 483—العيش في أوروبا | تسجيلات (روسيا)                       | 2 ديسمبر  |

2009
| الفئة                 | الجائزة                               | التاريخ   |
| --------------------- | ------------------------------------- | --------- |
| غولدن سوبر باند اوتو  | برافو اوتو                            | 12 مايو   |
| TRL أفضل من السنة     | جوائز TRL                             | 16 مايو   |
| أفضل ستار اون لاين    | المذنب جوائز                          | مايو 29   |
| تصدير هيت ألمانيا     | موسيقى الأسد ولاية بافاريا            | 17 سبتمبر |
| جائزة الدولية (2009)  | إنشاء جائزة أودي                      | 18 أكتوبر |
| أفضل فريق             | إم تي في أوروبا جوائز الموسيقى (ايما) | نوفمبر 5  |
| أفضل فرقة روك الدولية | جوائز تيليهت (المكسيك)                | 12 نوفمبر |

2010
| الفئة                                         | الجائزة                                       | التاريخ   |
| --------------------------------------------- | --------------------------------------------- | --------- |
| أفضل الدولية باند                             | NRJ جوائز الموسيقى                            | يناير 23  |
| باند من السنة                                 | البطريق الذهبي                                | 29 يناير  |
| ألبوم السنة                                   | البطريق الذهبي                                | 29 يناير  |
| باند من السنة                                 | (بالألمانية: Bravoora) جوائز (بولندا)         | 1 فبراير  |
| أفضل الدولية                                  | حفل إيما (فنلندا)                             | 4 فبراير  |
| مشية الشهرة                                   | (بالألمانية: König - Pilsener) ارينا          | 26 فبراير |
| أفضل الدولية                                  | راديو (بالألمانية: Regenbogen)                | 19 فبراير |
| نجمة موسيقى المفضلين                          | الاطفال اختيار جوائز عام 2010 (ألمانيا)       | 10 أبريل  |
| لأفضل لايف قانون                              | جوائز المذنب (ألمانيا)                        | 21 مايو   |
| أغنية الخارجية للسنة - خلف الجدار بلدي العالم | Rockbjörnen جائزة السويد                      | 1 سبتمبر  |
| حفل موسيقي لهذا العام                         | Rockbjörnen جائزة السويد                      | 1 سبتمبر  |
| أفضل أداء الساحة العالمية                     | إم تي في أوروبا جوائز الموسيقى (مدريد)        | 7 نوفمبر  |
| لأفضل فرقة الوطنية                            | هيئة الجوائز ألمانيا                          | 12 ديسمبر |
| أفضل واحدة الوطني - البنك وراء الجدار البلدي  | إم تي في أوروبا جوائز الموسيقى ألمانيا, مدريد | 12 ديسمبر |

2011
| الفئة          | الجائزة                                       | التاريخ   |
| -------------- | --------------------------------------------- | --------- |
| فرقة من السنة  | جوائز برافوورا بولندا                         | مارس      |
| نجم الذكرى 20  | جوائز برافوورا بولندا                         | مارس      |
| أفضل جيش للفن  | جوائز إم تي في (أو) الموسيقى الولايات المتحدة | 28 أبريل  |
| أفضل فيديو روك | جوائز إم تي في الموسيقى والفيديو اليابان      | 2 يوليو   |
| أفضل جيش للفن  | جوائز إم تي في (أو) الموسيقى الولايات المتحدة | 31 أكتوبر |